# Barnet (wijk)
Barnet, ook Barnet Town, Chipping Barnet of High Barnet, is een wijk in het gelijknamige Londense bestuurlijke gebied London Borough of Barnet, in het noorden van de regio Groot-Londen.

## Sport
Barnet FC is een voetbalclub gevestigd in Barnet.

## Geboren in Barnet
- Cicely Saunders (1918-2005), arts en promotor van hospices en palliatieve zorg
- William van Gloucester (1941-1972), lid van het Brits koningshuis
- Paul Freeman (1943), acteur
- Chris White (1943), rockzanger, -bassist, songwriter en muziekproducent (The Zombies)
- Stephanie Beacham (1947), actrice
- Peter Banks (1947-2013), rockgitarist (Yes)
- Elaine Paige (1948), zangeres, musicalster
- Phil Miller (1949-2017), musicus
- Nick Griffin (1959), politicus
- Mark Blundell (1966), autocoureur
- Shelley Conn (1976), actrice
- Matthew Connolly (1987), voetballer